# 桂海潮
桂海潮（1986年11月—），男，汉族，云南施甸人，中共党员，博士学位。2020年7月加入中国共产党，北京航空航天大学教授、博士生导师，中国空间科学学会青年委员，中国宇航学会空间科学与试验专业委员会委员，《机械工程师学会会报G辑：航空航天工程》杂志副主编，20多个控制和航天领域期刊和会议的审稿专家。2020年9月，作为载荷专家入选为中国第三批航天员。2022年6月，入选神舟十六号载人飞行任务乘组，也是首位执行任务的载荷专家。他是中国航天员中首位入选飞行乘组的无任何军事背景的人。

## 早年生活和教育

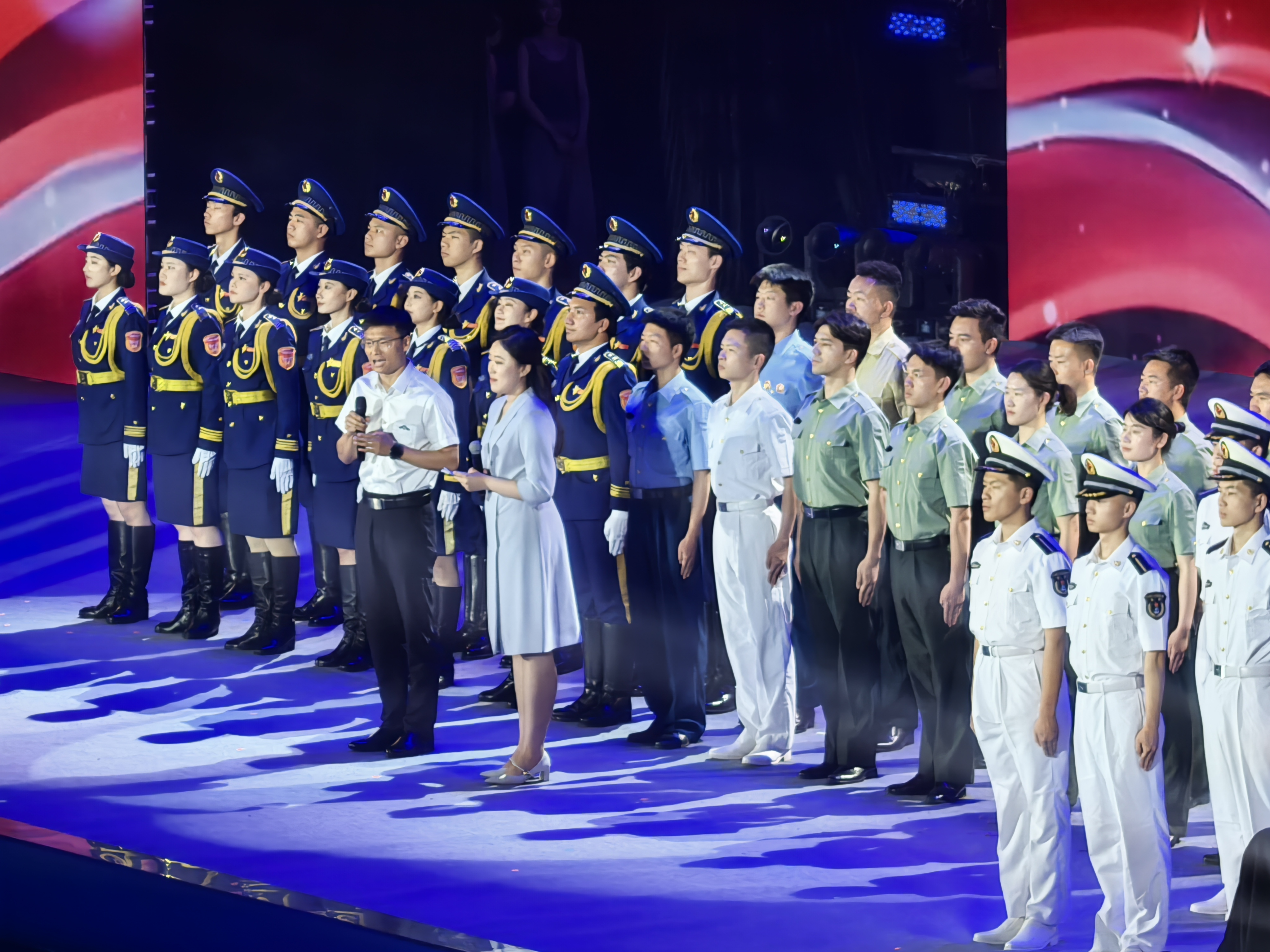
2025年6月15日，桂海潮在北京航空航天大学2025届毕业生晚会上发表讲话

桂海潮是云南省保山地区施甸县姚关镇人，曾就读于姚关中心小学（现为施甸县姚关镇中心学校）、姚关中学（当地又称“施甸三中”）、施甸中学（施甸一中），2005年以施甸县理科第一名的成绩考入北京航空航天大学宇航学院飞行器设计与工程专业，指导教师为徐世杰，在北航本硕博连读至2014年获工学博士学位，2014年7月至2016年7月在加拿大约克大学地球空间科学与工程系从事博士后研究，与George Vukovich教授合作研究复杂航天器的姿态轨道一体化控制技术，2016年7月至2017年8月又在瑞尔森大学航空航天工程系从事博士后研究工作，与Anton de Ruiter教授合作研究小天体探测和航天器运动高精度估计技术，2017年9月入选北航“卓越百人”青年人才引进计划，回到北航宇航学院从事教学科研工作，研究方向为航天器动力学、制导导航与控制技术，2018年成为博士生导师。

## 航天事业
2018年同年参加中国第三批航天员选拔，通过多轮筛选后成为第三批18位预备航天员中的4名载荷专家之一。
2024年4月，中共中央、国务院、中央军委决定，授予桂海潮同志“英雄航天员”荣誉称号并颁发“三级航天功勋奖章”。

## 执行任务
| 次序   | 任务名称   | 发射时间 （UTC +8:00） | 着陆时间 （UTC +8:00） | 运载火箭      | 对接       | 任务时长          | 舱外活动次数 | 舱外活动时长 |
| ------ | ---------- | ---------------------- | ---------------------- | ------------- | ---------- | ----------------- | ------------ | ------------ |
| 1      | 神舟十六号 | 2023年5月30日, 09:31   | 2023年10月31日, 08:11  | 长征二号F遥16 | 天和核心舱 | 153天22小时又40分 | 0            | 0            |
| 合计： | 合计：     | 合计：                 | 合计：                 | 合计：        | 合计：     | 153天22小时又40分 | 0            | 0            |